# Krožnica
Króžnica je v matematiki najbolj znana sklenjena krivulja. Krožnica s središčem v točki S in s polmerom r je množica točk, ki ležijo v isti ravnini kot S in so za r enot oddaljene od točke S. Krožnica sodi med stožnice ali krivulje drugega reda - njena izsrednost je enaka 0.
Geometrijski lik, omejen s krožnico, se imenuje krog.
Del krožnice omejen z dvema točkama je krožni lok.
Daljica, ki povezuje dve točki krožnice, se imenuje tetiva. Najdaljša tetiva se imenuje premer krožnice.
Obseg krožnice s polmerom r je enak: 
{\displaystyle o=2\pi r\!\,.}
Opomba: Število  π, ki nastopa v tej enačbi, je definirano kot razmerje med obsegom in premerom poljubne krožnice.

## Enačba krožnice
V kartezičnem koordinatnem sistemu ima krožnica s središčem S(p,q) in s polmerom r enačbo:
{\displaystyle (x-p)^{2}+(y-q)^{2}=r^{2}\!\,.}
V parametrični obliki isto krožnico zapišemo kot:
{\displaystyle x=p+r\cos t\!\,,}
{\displaystyle y=q+r\sin t\!\,.}